# Relações entre Etiópia e Somália
As relações entre a Etiópia e a Somália são as relações diplomáticas estabelecidas entre esses dois países, Etiópia e a Somália.

## História

### Período moderno
Em 1948, sob pressão por parte dos Aliados da Segunda Guerra Mundial e para a consternação dos somalis, as autoridades britânicas na Somalilândia Britânica "retornaram" a Haud - uma importante área pastoral somali que foi supostamente 'protegida' por tratados britânicos com os somalis em 1884 e 1886 - e a Ogaden na Etiópia, com base em um tratado que foi assinado em 1897, em que os britânicos cederam o território somali ao imperador etíope Menelik em troca de sua ajuda contra os ataques somalis. A Grã-Bretanha incluiu a ressalva de que os habitantes somalis manteriam sua autonomia, mas a Etiópia imediatamente reivindicou soberania sobre a área. Isto provocou uma tentativa mal sucedida pela Grã-Bretanha em 1956, de adquirir os territórios somalis que havia entregue. 
As tensões sobre a região de Ogaden posteriormente reacenderam-se imediatamente após a Somália adquirir a sua independência em 1960. Em 16 de junho de 1963, os guerrilheiros somalis começaram uma insurgência em Hodayo depois que imperador etíope Haile Selassie rejeitou suas demandas por autogoverno em Ogaden. O governo da Somália inicialmente recusou-se a apoiar as forças de guerrilha, que eventualmente numeravam cerca de 3.000. No entanto, em janeiro de 1964, após a Etiópia enviar reforços para Ogaden, as forças somalis lançaram ataques térreos e aéreos ao longo da fronteira e começaram a prestar assistência aos guerrilheiros. A Força Aérea Etíope respondeu com ataques de retaliação através da fronteira sudoeste contra Feerfeer, a nordeste de Beledweyne e Gaalkacyo. Em 6 de março de 1964, as autoridades somalis e etíopes concordaram com um cessar-fogo. No final do mês, os dois lados assinaram um acordo em Cartum, no Sudão, comprometendo-se a retirar as suas tropas da fronteira, cessar a propaganda hostil, e iniciar as negociações de paz. A Somália também terminou o seu apoio aos guerrilheiros.
Em julho de 1977, a Guerra de Ogaden eclodiu depois que o governo de Siad Barre na Somália procurou incorporar Ogaden em uma Grande Somália. Na primeira semana do conflito, as forças armadas somalis tomaram o sul e centro de Ogaden e na maior parte da guerra, o exército da Somália obteve vitórias contínuas sobre o exército etíope e seguiu-os até Sidamo. Em setembro de 1977, a Somália com 90 por cento de Ogaden e cidades estratégicas capturadas como Jijiga e colocando pressão sobre Dire Dawa, ameaçava a rota de trem a partir da última cidade de Djibouti. Após o cerco de Harar, uma coalizão liderada pelos soviéticos de 20.000 forças cubanas e vários milhares de peritos russos chegou em auxílio do regime comunista do Derg da Etiópia. Em 1978, as tropas somalis foram finalmente empurradas para fora de Ogaden. Essa mudança de apoio da União Soviética motivou o governo de Barre a buscar aliados em outra parte, eventualmente, permitindo-lhe construir o maior exército do continente. 
Com as mudanças de liderança no início de 1990, provocadas pela eclosão da Guerra Civil Somali e da Guerra Civil Etíope, respectivamente, as relações entre as autoridades somalis e etíopes entraram numa nova fase. Em 2006, a União das Cortes Islâmicas (UCI) assumiu o controle de grande parte do sul da Somália e rapidamente impôs a lei da sharia. O recém-criado Governo Transicional Federal procurou reafirmar a sua autoridade, e, com a ajuda de tropas etíopes, das forças de paz da União Africana e o apoio aéreo dos Estados Unidos, conseguiram expulsar a rival UCI.  Na sequência dessa derrota, a União das Cortes Islâmicas dividiu-se em várias facções diferentes. Alguns dos elementos mais radicais, incluindo a Al-Shabaab, reorganizou-se para continuar a sua insurgência contra o Governo Transicional Federal e opor-se a presença dos militares etíopes na Somália. Em janeiro de 2009, as milícias conseguiram forçar as tropas etíopes a recuar. Entre 31 de maio e 9 de junho de 2008, os representantes dos Governo Transicional Federal da Somália e o grupo de rebeldes islâmicos Aliança para a Relibertação da Somália (ARS) participaram de negociações de paz intermediadas pela ONU em Djibouti. A conferência terminou com um acordo assinado pedindo a retirada das tropas etíopes em troca da cessação do confronto armado. O Parlamento foi posteriormente expandido para 550 lugares para acomodar os membros da ARS, que, em seguida, elegeu o seu líder ao gabinete.
Em outubro de 2011, uma operação coordenada multinacional foi iniciada contra o Al-Shabaab no sul da Somália, com o exército etíope, posteriormente, ingressando na missão no mês seguinte. De acordo com Ramtane Lamamra, o Comissário da UA para a Paz e Segurança, os reforços de tropas adicionais etíopes e da AU deverão ajudar as autoridades somalis a expandir gradualmente o controle territorial. 
O Governo Transicional Federal foi posteriormente estabelecido em 20 de agosto de 2012 representando o primeiro governo central permanente no país desde o início da guerra civil.   No mês seguinte, Hassan Sheikh Mohamud foi eleito como o novo presidente do primeiro governo da Somália, com as autoridades etíopes acolhendo a sua escolha e o recém-nomeado primeiro-ministro da Etiópia, Hailemariam Desalegn participando da cerimônia de posse de Mohamud.